# Ranglijst etappewinnaars Ronde van Frankrijk
Dit artikel geeft een ranglijst weer van etappewinnaars in de Ronde van Frankrijk, gerangschikt naar het aantal behaalde ritzeges (minstens 10).
Het gaat hierbij om individuele etappezeges, ploegentijdritten zijn niet meegerekend.
De namen die vetgedrukt staan, zijn heden nog actief in het peloton.
| Aantal | Renner             | Nationaliteit       |
| ------ | ------------------ | ------------------- |
| 35     | Mark Cavendish     | Verenigd Koninkrijk |
| 34     | Eddy Merckx        | België              |
| 28     | Bernard Hinault    | Frankrijk           |
| 25     | André Leducq       | Frankrijk           |
| 22     | André Darrigade    | Frankrijk           |
| 21     | Tadej Pogačar      | Slovenië            |
| 20     | Nicolas Frantz     | Luxemburg           |
| 19     | François Faber     | Luxemburg           |
| 17     | Jean Alavoine      | Frankrijk           |
| 16     | Jacques Anquetil   | Frankrijk           |
| 16     | René le Greves     | Frankrijk           |
| 16     | Charles Pélissier  | Frankrijk           |
| 15     | Freddy Maertens    | België              |
| 14     | Marcel Kittel      | Duitsland           |
| 13     | Philippe Thys      | België              |
| 13     | Louis Trousselier  | Frankrijk           |
| 12     | Jean Aerts         | België              |
| 12     | Gino Bartali       | Italië              |
| 12     | Mario Cipollini    | Italië              |
| 12     | Miguel Indurain    | Spanje              |
| 12     | Robbie McEwen      | Australië           |
| 12     | Erik Zabel         | Duitsland           |
| 12     | Peter Sagan        | Slowakije           |
| 11     | Louison Bobet      | Frankrijk           |
| 11     | Raffaele Di Paco   | Italië              |
| 11     | André Greipel      | Duitsland           |
| 10     | Maurice Archambaud | Frankrijk           |
| 10     | Charly Gaul        | Luxemburg           |
| 10     | Walter Godefroot   | België              |
| 10     | Thor Hushovd       | Noorwegen           |
| 10     | Gerrie Knetemann   | Nederland           |
| 10     | Antonin Magne      | Frankrijk           |
| 10     | Henri Pélissier    | Frankrijk           |
| 10     | Jasper Philipsen   | België              |
| 10     | Jan Raas           | Nederland           |
| 10     | Wout Van Aert      | België              |
| 10     | Joop Zoetemelk     | Nederland           |

 winnaars gele trui · 
 puntenklassement · 
 bergklassement · 
 jongerenklassement · 
 tussensprintklassement · 
 combinatieklassement · 
 ploegenklassement · 
 strijdlust · 
rode lantaarn
records · meeste deelnames · ranglijst etappewinnaars · bekende beklimmingen · valpartijen · dopinggevallen · Grand Départ · Souvenir Henri Desgrange
1903 · 
1904 · 
1905 · 
1906 · 
1907 · 
1908 · 
1909 · 
1910 · 
1911 · 
1912 · 
1913 · 
1914 ·
1915 ·
1916 ·
1917 ·
1918 · 
1919 · 
1920 · 
1921 · 
1922 · 
1923 · 
1924 · 
1925 · 
1926 · 
1927 · 
1928 · 
1929 · 
1930 · 
1931 · 
1932 · 
1933 · 
1934 · 
1935 · 
1936 · 
1937 · 
1938 · 
1939 · 
1940 ·
1941 ·
1942 ·
1943 ·
1944 ·
1945 ·
1946 ·
1947 · 
1948 · 
1949 · 
1950 · 
1951 · 
1952 · 
1953 · 
1954 · 
1955 · 
1956 · 
1957 · 
1958 · 
1959 · 
1960 · 
1961 · 
1962 · 
1963 · 
1964 · 
1965 · 
1966 · 
1967 · 
1968 · 
1969 · 
1970 · 
1971 · 
1972 · 
1973 · 
1974 · 
1975 · 
1976 · 
1977 · 
1978 · 
1979 · 
1980 · 
1981 · 
1982 · 
1983 · 
1984 · 
1985 · 
1986 · 
1987 · 
1988 · 
1989 · 
1990 · 
1991 · 
1992 · 
1993 · 
1994 · 
1995 · 
1996 · 
1997 · 
1998 · 
1999 · 
2000 · 
2001 · 
2002 · 
2003 · 
2004 · 
2005 · 
2006 · 
2007 · 
2008 · 
2009 · 
2010 · 
2011 · 
2012 · 
2013 · 
2014 · 
2015 · 
2016 · 
2017 · 
2018 · 
2019 ·
2020 · 
2021 · 
2022 · 
2023 · 
2024 · 
2025